# Монтгомъри (Уелс)
Вижте пояснителната страница за други населени места с името Монтгомъри.
Монтго̀мъри (на английски: Montgomery; на уелски: Trefaldwyn, Трева̀лдуйн) е малък град в Североизточен Уелс, графство Поуис. Столица на историческото графство Монтгомъришър. Разположен е на границата с Англия на около 30 km на югозапад от английския град Шрусбъри. В северните му околности протича река Севърн. Архитектурна забележителност на града са руините на замъка Монтгомъри Касъл, построен през 13 век. Има жп гара. Населението му е 1256 жители според данни от преброяването през 2001 г.